# Bugala
Bugala ist die größte und die Hauptinsel der Ssese-Inseln, die identisch mit dem Distrikt Kalangala sind, im ugandischen Teil des Victoriasees.
Bugala ist nach dem tansanischen Ukerewe die zweitgrößte Insel im Victoriasee. Sie misst 275 Quadratkilometer, ist in Nord-Süd-Richtung 34 km lang, von dichtem Urwald bestanden, und liegt in der Nordwestecke des Sees. Die Hauptort ist Kalangala, wie Luku im Inselnorden gelegen. Die beiden Orte sind durch Matatu und Bus verbunden.